# ポンパーノ (SS-181)
ポンパーノ (USS Pompano, SS-181) は、アメリカ海軍の潜水艦。ポーパス級潜水艦の一隻。艦名はアジ科のコバンアジ属 (英：Pompano、学：Trachinotus属) の総称に因む。日本産のコバンアジはDartと呼ばれ、Pompanoとは呼ばれない。

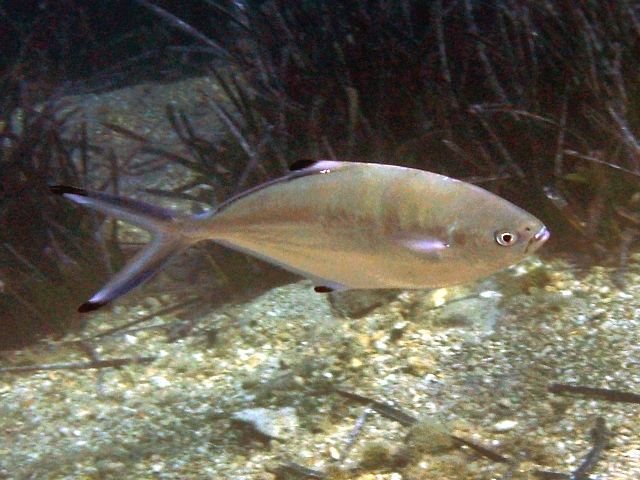
ポンパーノ（Pompano）

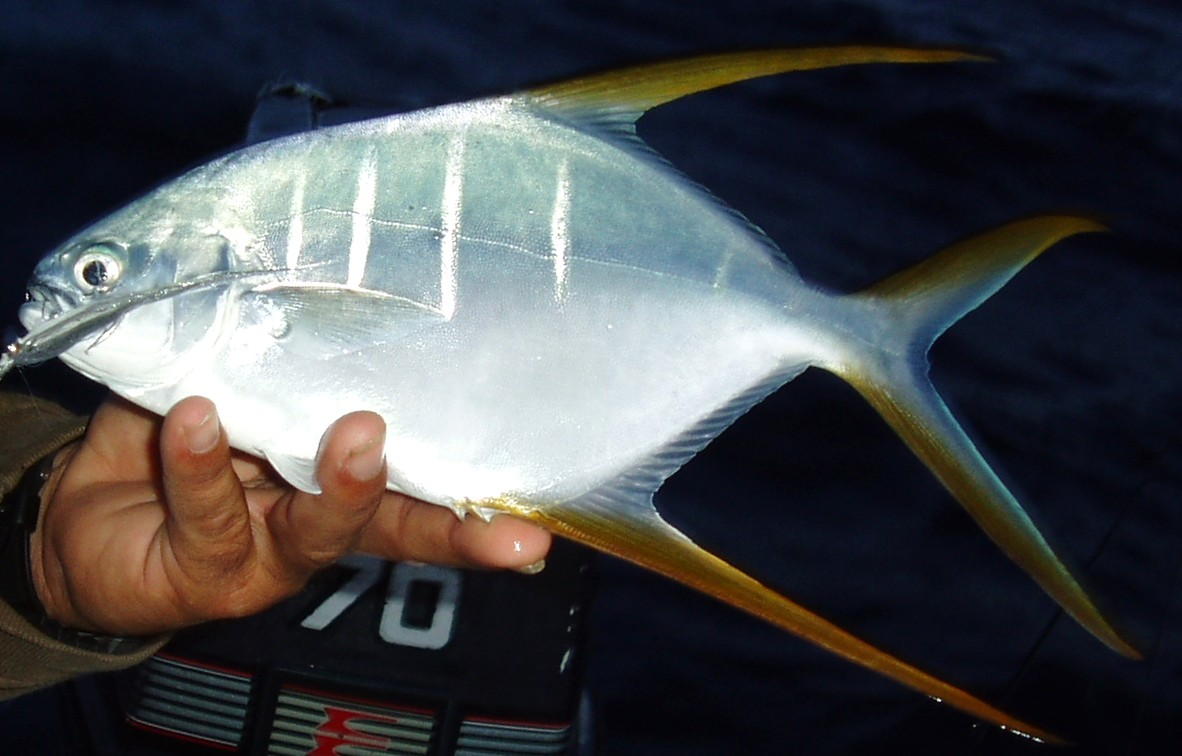
ガフトップセイル・ポンパーノ（Gafftopsail pompano）

## 艦歴
ポンパーノは1936年1月14日にカリフォルニア州ヴァレーホのメア・アイランド海軍造船所で起工した。1937年3月11日にアイザック・I・イエーツ夫人によって命名、進水し、1937年6月12日に艦長ルイス・S・パークス少佐（アナポリス1925年組）の指揮下就役する。第二次世界大戦の勃発まで、ポンパーノは主にメア・アイランド沖で乗組員の訓練と偵察任務に従事し、真珠湾攻撃の後に真珠湾に到着した。

### 第1の哨戒 1941年12月 - 1942年1月
1941年12月18日、ポンパーノは最初の哨戒でマーシャル諸島方面に向かった。この哨戒では、1942年1月に空母艦載機部隊が行う攻撃のための偵察が主任務であった。12月20日、第8任務部隊（ウィリアム・ハルゼー中将）の空母エンタープライズ (USS Enterprise, CV-6) の艦載機がポンパーノを誤爆したが、ポンパーノは損害を回避した。ポンパーノは1942年1月1日にウェーク島沖に到着し、情報収集のため日本軍の機銃座が間近に見えるくらい接近した。1月8日、気むずかしい H.O.R. エンジンが故障したが、ポンパーノはビカール環礁およびいくつかの島を観察した。1月11日、ポンパーノはウォッジェ環礁内に哨戒艇によって警護される、鎌倉丸（日本郵船、17,498トン）級大型貨客船あるいは八幡丸（日本郵船、17,128トン）級大型貨客船と思しき艦船を観測。翌1月12日、ポンパーノは環礁外に出てきた八幡丸級大型貨客船に対して魚雷4本を発射し2本が命中、目標は視界から消えたと判断された。5日後の1月17日、環礁を出た1隻の哨戒艇に対してポンパーノは攻撃を行ったが、発射した2本の魚雷は目標到達前に爆発し、最初の攻撃は失敗した。敵は進路をポンパーノの方に変えたため、ポンパーノは910メートルの距離まで待ってもう2本発射した。この攻撃も失敗し、敵艦は効果のない爆雷攻撃をポンパーノに対して行った。マロエラップ環礁の偵察後、ポンパーノは1月24日に担当海域を撤収。1月31日、ポンパーノは43日間の行動を終えて真珠湾に帰投した。ポンパーノの報告書を元にして、第8任務部隊と第17任務部隊（フランク・J・フレッチャー中将）がマーシャル諸島への攻撃を行った。

### 第2の哨戒 1942年4月 - 6月
4月20日、ポンパーノは2回目の哨戒で東シナ海方面に向かった。この時の搭載魚雷は、新型魚雷の生産が遅れていたため旧型のマーク10型魚雷であった。ミッドウェー島で給油し、5月7日に哨戒海域に到着。沖縄島西方および東シナ海のシーレーンを哨戒した。船団の航行は少なかったが、5月24日に大型のサンパンを発見し、砲撃によってこれを沈める。翌5月25日、ポンパーノは北緯25度56分 東経125度21分 / 北緯25.933度 東経125.350度の地点で小型タンカー東京丸（成宮汽船、902トン）を発見。7時間の追跡および機関部の火災、航空機発見と苦戦した後、浮上攻撃の末に撃沈した。東京丸の生存者を確認したものの、航空機の接近により潜航を余儀なくされた。ポンパーノは哨戒海域を日本本土と東インド諸島の主要航路に変更。5月30日、ポンパーノは北緯26度40分 東経129度30分 / 北緯26.667度 東経129.500度の地点で駆逐艦呉竹に護衛された陸軍輸送船熱田丸（日本郵船、7,983トン）を発見する。熱田丸は単独で第119船団を構成していた。ポンパーノは攻撃位置に移動し、690メートルの位置から魚雷を2本発射。熱田丸には1本が命中し一時は持ちこたえるかに見えたが、やがて猛烈な火災が発生し、熱田丸は6月2日から3日にかけての夜に沈没した。燃料を消費したポンパーノは燃料補給の必要が生じたが、日本軍の攻撃によりミッドウェー島に寄港できない可能性があったため、とりあえず東方に向けて移動した。6月3日の朝、ポンパーノは北硫黄島近海で小型の島間汽船を発見し、艦載砲によりこれを攻撃し破壊した。2日後の6月5日、日本とマリアナ諸島間の航路においてトロール船を発見し、これに砲撃を行って破壊する。その2日後、ミッドウェー海戦で大敗を喫した日本艦隊は本国への帰還の途にあった。ポンパーノは迎撃準備を採ったが、結局接触することはなかった。6月13日にミッドウェー島に寄港。6月16日、ポンパーノは58日間の行動を終えて真珠湾に帰投。艦長がウィリス・M・トーマス少佐（アナポリス1931年組）に代わった。

### 第3の哨戒 1942年7月 - 9月
7月19日、ポンパーノは3回目の哨戒で日本近海に向かった。8月3日、哨戒海域に到着し、潮岬近辺の海岸から7.5キロ離れた地点より東に向かって哨戒を始めた。8月7日未明、ポンパーノは北緯33度50分 東経136度15分 / 北緯33.833度 東経136.250度の地点で貨物船朝陽丸（大連汽船、5,388トン）に向け魚雷を4本発射したが命中しなかった。2日後の8月9日、ポンパーノは伊豆大島風早埼近海で駆逐艦朧を発見し砲撃。潜航と同時に砲弾の着水音が聞こえてきた。まもなく激しい爆雷攻撃が始まり、近距離で大きな爆発が生じた。機関室で浸水が始まり、排水の必要が生じたが、再び激しい攻撃が行われた。脱出を試みる間に2度座礁し、ソナーの先端が外れバッテリーはほとんど消耗。ポンパーノは浮上に成功したのち、同海域を離脱した。8月12日正午ごろには北緯33度30分 東経135度52分 / 北緯33.500度 東経135.867度あるいは北緯33度02分 東経136度00分 / 北緯33.033度 東経136.000度の地点で貨客船帝楓丸（帝国船舶、元フランス船ブーゲンヴィル、7,110トン）を発見し、射程圏内に入ってきたとき、敵の護衛艦が現れた。ポンパーノは魚雷2本を発射して大きな2つの爆発音を聴取。潜望鏡で水柱が観測された。護衛艦の艦首は吹き飛んだかのように見え、もう1本の魚雷で「4,000トン級貨物船を撃沈した」と判断したが、実際には帝楓丸は魚雷を回避して事なきを得ていた。8月21日にも犬吠埼沖で3隻の貨物船を主体とする輸送船団を発見して接近するも、護衛艦の存在により攻撃を行う事ができず、翌8月22日朝の北緯34度55分 東経140度12分 / 北緯34.917度 東経140.200度の地点における特設航空機運搬艦富士川丸（東洋海運、6,938トン）に対しての雷撃も魚雷3本は全て外れ、富士川丸は搭載砲で応戦した。ポンパーノは夕方に浮上し、6,400メートルの位置に駆逐艦と思われる艦艇を発見したが攻撃を行うことはできず、その艦艇、駆逐艦沖風はポンパーノに接近して爆雷攻撃を行った。ポンパーノは哨戒期間を終えミッドウェー島に向かった。その途中の9月4日、ポンパーノは北緯35度59分 東経150度36分 / 北緯35.983度 東経150.600度の地点で特設監視艇第二十七南進丸（西大洋漁業、83トン）を発見。3インチ砲と機銃で攻撃し、1時間後にこれを沈めた。翌朝、未確認の潜望鏡を発見したが、攻撃前に消えてしまった。ポンパーノは9月8日にミッドウェー島に寄港。9月12日、ポンパーノは55日間の行動を終えて真珠湾に帰投。オーバーホールのためメア・アイランド海軍造船所に回航された。オーバーホール中に外装魚雷発射管を艦首に装備。艦橋構造は改正され、故障続きの H.O.R. エンジンや電池の換装も行われた。作業は1942年12月18日まで行われ、終了後に真珠湾に回航された。

### 第4、第5、第6の哨戒 1943年1月 - 7月
1943年1月16日、ポンパーノは4回目の哨戒でマーシャル諸島方面に向かった。1月25日にクェゼリン環礁を偵察後、トラック諸島方面に移動した。1月30日、ポンパーノは北緯08度24分 東経149度49分 / 北緯8.400度 東経149.817度の地点で1隻の護衛艦を伴ったタンカーを発見し、雷撃して損害を与えたと判断された。2月4日と2月19日にもタンカーを発見し、それぞれに損傷を与えたと判断された。2月21日から23日にかけては、ロンゲリック環礁、ロンゲラップ環礁、ビキニ環礁をそれぞれ偵察。2月28日、ポンパーノは44日間の行動を終えてミッドウェー島に帰投した。
3月19日、ポンパーノは5回目の哨戒で日本近海に向かった。担当海域での26日間に及ぶ哨戒で4度の接触しかなかったが、接触の1つは、これを沈めることが潜水艦乗りの夢である空母であった。4月9日夜、ポンパーノは北緯34度55分 東経141度55分 / 北緯34.917度 東経141.917度の東京湾口で空母、2隻の巡洋艦および2隻ないし4隻の駆逐艦からなる艦隊を発見。空母は翔鶴型航空母艦と考えられ、約3,600メートルの距離から魚雷6本を発射。うち1本が命中して損害を与えたと判断された。ポンパーノはこの哨戒の3分の2を荒天との苦闘に費やした。ポンパーノは5月5日にミッドウェー島に寄港。5月10日、ポンパーノは52日間の行動を終えて真珠湾に帰投した。
6月6日、ポンパーノは6回目の哨戒で日本近海に向かった。ミッドウェー島に寄港し補給を受けた後、6月19日に哨戒海域に入り、日本と南方間の航路を横切って哨戒を行った。7月4日、ポンパーノは北緯34度39分 東経137度42分 / 北緯34.650度 東経137.700度の地点で、サム・ディーレイ艦長のハーダー (USS Harder, SS-257) によって座礁させられた元特設水上機母艦相良丸（日本郵船、7,189トン）に対して2本の魚雷を撃ち込んだ。翌7月5日未明には北緯34度10分 東経136度50分 / 北緯34.167度 東経136.833度の地点で3隻の小型貨物船と1隻の中型貨客船および中型タンカーからなる輸送船団を発見し、魚雷4本を発射したが命中しなかった。7月7日に2隻の艦艇に対して、それぞれ魚雷を3本ずつ発射したが、やはり命中しなかった。7月9日の北緯34度02分 東経136度36分 / 北緯34.033度 東経136.600度の地点における、長距離向けに設定したマーク14型魚雷での船団攻撃も失敗。7月10日夜から7月11日未明にかけては北緯33度31分 東経135度24分 / 北緯33.517度 東経135.400度の地点でタンカー極洋丸（極洋捕鯨、17,549トン）に向けて魚雷2本を発射したが回避される。7月17日には北緯33度03分 東経137度35分 / 北緯33.050度 東経137.583度の地点でサンパンを撃沈。最後に残った魚雷2本は、7月20日に北緯33度58分 東経136度32分 / 北緯33.967度 東経136.533度の地点で3隻の貨物船に向けて発射されたが、射程を誤ったため命中しなかった。7月28日、ポンパーノは52日間の行動を終えてミッドウェー島に帰投した。

### 第7の哨戒 1943年8月 - 9月・喪失
8月20日、ポンパーノは7回目の哨戒で日本近海に向かった。ポンパーノは8月29日から9月27日まで北緯30度線以北の北海道南部、本州東岸方面に設定された哨区にいることになっていたが、ミッドウェー島を出航したっきり、その後の消息は不明となった。司令部は、9月6日に哨区が北緯40度線以北の海域に移った事をポンパーノに対して送信したが、音沙汰はなかった。ポンパーノは帰投予定日に設定された10月5日になってもミッドウェー島に帰投せず、喪失が推定された。ポンパーノは1944年1月12日に除籍された。
『大湊警備府戦時日誌』など日本側の記録によれば、9月3日未明に北緯41度00分 東経141度30分 / 北緯41.000度 東経141.500度の地点で貨物船あかま丸（産業設備営団、6,401トン）が撃沈されているが、これは他に撃沈を主張する潜水艦がいなかったため、ポンパーノの戦果とされた。この時期、日本側が行った対潜攻撃は9月17日に尻屋埼灯台沖で行われたものと、翌9月18日に前日の攻撃の続きとして行われたものの2つがある。また、この方面には対潜機雷が何度も敷設されていた。ポンパーノは恐らくアメリカ海軍の情報部が察知していなかった新たな機雷によって沈んだとも、先に挙げた2つの対潜攻撃で沈んだとも、両方考えられる。しかし、どちらもそれと断言できる確実な証拠はない。
ところで、アメリカ側では9月25日に北緯41度30分 東経139度00分 / 北緯41.500度 東経139.000度の北海道西方沖で沈没した応急タンカー太湖丸（東亜海運、2,958トン）を撃沈したのはポンパーノであるとしている。しかし、この地点は日本海であり、この当時はワフー (USS Wahoo, SS-238) とソーフィッシュ (USS Sawfish, SS-276) が作戦していた。ポンパーノが哨戒海域を変更して日本海で作戦するような命令は出ておらず、太湖丸を撃沈したのは、ソーフィッシュが魚雷の不調に悩まされて戦果がなかったことや、ソーフィッシュの9月25日当日の行動を踏まえて、ワフーによるものと考えられる。一方、9月9日に北緯40度12分 東経141度55分 / 北緯40.200度 東経141.917度の地点で損傷を受けた貨客船南京丸（大阪商船、3,005トン）を攻撃したのもポンパーノだとしている。これが本当にポンパーノによるものだとすれば、ポンパーノは遅くても9月10日以降に喪失したものということになる。
ポンパーノは第二次世界大戦の戦功で7個の従軍星章を受章した。